# Sæberht
Pour les articles homonymes, voir Sabert.
Sæberht ou Sabert est un roi des Saxons de l'Est du début du VIIe siècle.
En 604, sous l'influence de son oncle maternel, le puissant roi du Kent Æthelberht, il est le premier souverain de ce peuple converti au christianisme. C'est sous son règne que Londres reçoit son premier évêque en la personne du missionnaire Mellitus, et qu'une cathédrale dédiée à saint Paul commence à y être édifiée.
Après la mort de Sæberht, survenue en 616 ou 617, ses fils, qui sont restés païens, chassent Mellitus de leur royaume. La christianisation de l'Essex ne reprend que dans les années 650, sous Sigeberht le Bon.

## Sources
La principale source concernant Sæberht est l'Histoire ecclésiastique du peuple anglais de Bède le Vénérable, moine bénédictin à l'abbaye de Monkwearmouth-Jarrow, en Northumbrie. Achevée vers 731, elle concerne avant tout, comme son titre l'indique, la christianisation des Anglo-Saxons. La conversion de Sæberht intéresse donc tout particulièrement Bède. Pour écrire son œuvre, ce dernier fait appel à des sources de toute l'Angleterre. En ce qui concerne l'Essex, ses informations lui sont fournies par l'abbé Albinus de Canterbury, ainsi que par les moines de l'abbaye de Lastingham, dont le fondateur, Cedd, a été évêque des Saxons de l'Est dans les années 650-660.

## Contexte
Bien que les découvertes archéologiques effectuées à Mucking suggèrent une présence saxonne dans la région de l'actuel comté d'Essex dès le début du Ve siècle, la lignée royale à laquelle appartient Sæberht ne semble pas revendiquer une légitimité aussi éloignée, puisque selon les versions, le premier roi des Saxons de l'Ouest est soit Sledd, le père de Sæberht, soit son grand-père Æscwine (ou Erkenwine), qui ont dû vivre tous deux au VIe siècle. Barbara Yorke suggère que la famille de Sæberht soit arrivée au pouvoir à une date relativement tardive, avec l'aide du royaume du Kent. Cela expliquerait la présence d'un nom d'apparence kentique (« Erkenwine ») parmi les ascendants de Sæberht et la visible domination d'Æthelberht sur l'Essex à son époque.

## Biographie

### Origines
Sæberht est le fils de Sledd d'après les listes généalogiques retraçant l'ascendance des rois d'Essex Offa, Swithred et Sigered qui figurent dans un manuscrit rédigé au Wessex durant la seconde moitié du IXe siècle et conservé à la British Library sous la cote Add. 23211. Ces listes font remonter la lignée royale des Saxons de l'Est au dieu Seaxneat. L'Histoire ecclésiastique du peuple anglais de Bède le Vénérable et la Chronique anglo-saxonne précisent que sa mère est la princesse Ricula, sœur du roi Æthelberht du Kent,. Dans ses Flores historiarum, le moine du XIIIe siècle Roger de Wendover situe sa naissance vers 589, mais les dates fournies par les chroniqueurs postérieurs à la conquête normande de l'Angleterre sont généralement considérées avec suspicion par les historiens actuels.

### Conversion
En 604, Mellitus, un membre de la mission grégorienne envoyée par le pape Grégoire le Grand pour convertir les Anglo-Saxons au christianisme, est nommé évêque par Augustin, l'archevêque de Cantorbéry, qui le charge d'évangéliser les Saxons de l'Est. Mellitus devient ainsi le premier évêque de Londres et parvient à convaincre Sæberht de recevoir le baptême. Une église, la future cathédrale Saint-Paul, est édifiée à Londres, mais Bède précise que c'est Æthelberht du Kent et non Sæberht qui la fait construire. La conversion de Sæberht reflète la domination du Kent sur l'Essex à cette époque. D'après la Chronique anglo-saxonne, c'est même Æthelberht qui a placé son neveu à la tête des Saxons de l'Est.
D'après le moine du XIe siècle Sulcard (en), l'abbaye de Westminster aurait également été fondée à l'instigation d'Æthelberht sur l'île de Thorney. Le roi du Kent aurait incité un couple de riches Londoniens à financer cette fondation dédiée à saint Pierre comme pendant de l'église de Londres dédiée à saint Paul. Ce couple est ultérieurement identifié par Osbert de Clare à Sæberht et son épouse, prétendument appelée Æthelgoda. Emma Mason considère qu'il est plausible qu'une église ait été fondée sur l'île de Thorney à l'époque de Sæberht.

### Mort

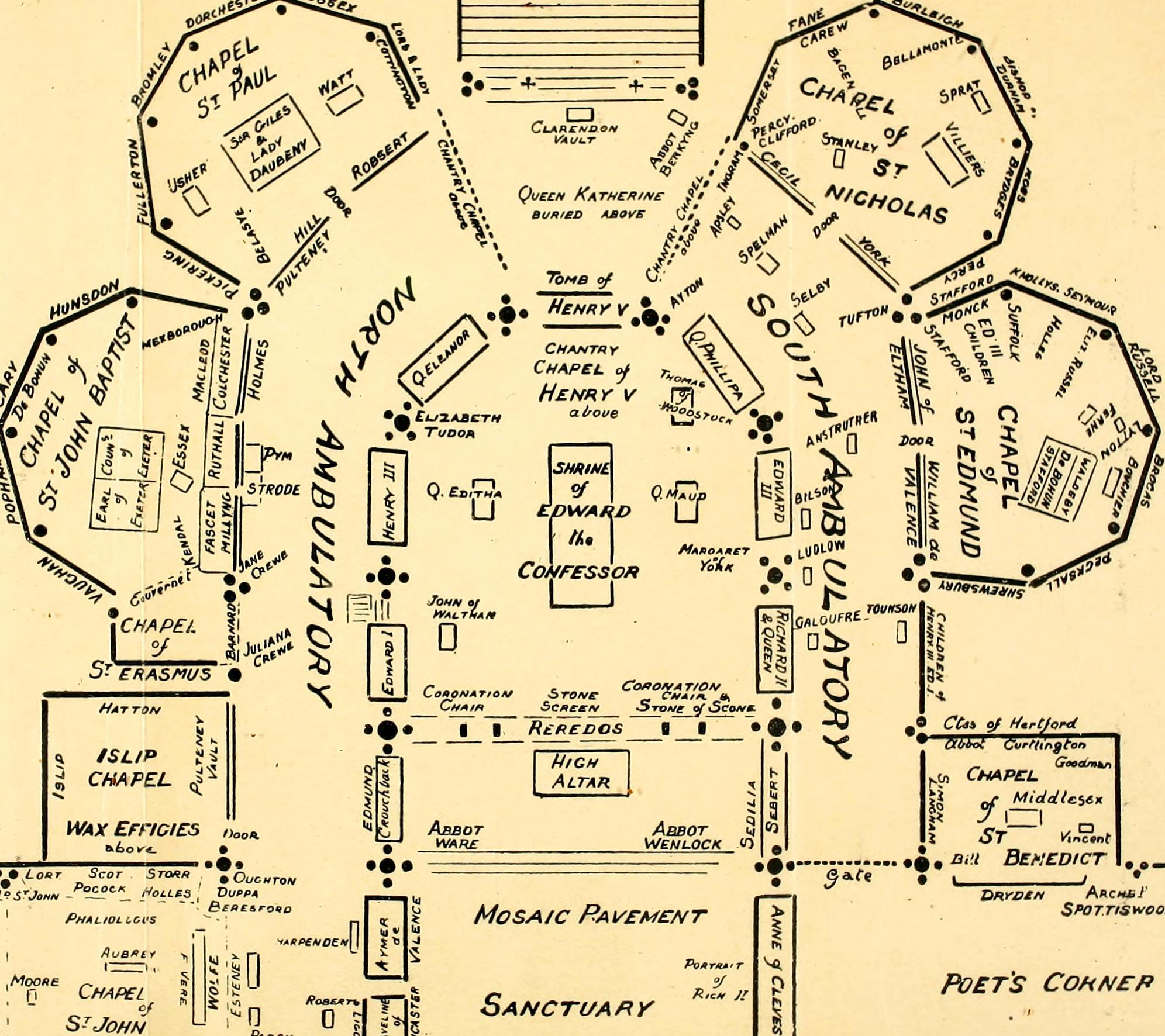
Plan de la chapelle d'Édouard le Confesseur en l'abbaye de Westminster (le Nord est à droite). La tombe supposée de Sæberht se trouve à l'entrée du déambulatoire, face à la chapelle de saint Benoît.

Bède situe le décès de Sæberht la même année que celui d'Æthelberht, en 616, alors qu'Henri de Huntingdon le situe l'année de l'avènement de Penda de Mercie, en 626. D'après Bède, les trois fils du roi, restés païens, rétablissent le culte des idoles et chassent Mellitus du royaume. Guillaume de Malmesbury ne mentionne que deux fils de Sæberht, nommés Sæweard et Seaxred, des noms qu'il a trouvés dans les listes généalogiques saxonnes du IXe siècle. Leur rejet du christianisme correspond probablement à une volonté de secouer le joug du Kent, qui connaît au même moment une réaction païenne similaire sous Eadbald, le fils et successeur d'Æthelberht.
D'après la tradition, Sæberht et Æthelgoda auraient été inhumés dans l'église de l'île de Thorney. Au XIIIe siècle, le roi Henri III leur fait élever un tombeau à l'intérieur de l'abbaye de Westminster.
La sépulture princière de Prittlewell, découverte en 2003 près de Southend-on-Sea, dans le sud de l'Essex, est d'abord considérée comme pouvant être la tombe de Sæberht, car elle abrite de nombreux objets raffinés, dont certains évoquent le christianisme. Cependant, des datations au carbone 14 effectuées ultérieurement permettent de la situer entre 575 et 605, soit une bonne décennie au moins avant la mort du roi. Il est possible qu'elle ait abrité le corps de son frère Seaxa.